# Cordyla richardii
Cordyla richardii är en ärtväxtart som beskrevs av Milne-redh.. Cordyla richardii ingår i släktet Cordyla, och familjen ärtväxter. Inga underarter finns listade i Catalogue of Life.